# 瑪利歐高爾夫 超級衝衝衝
《瑪利歐高爾夫 超級衝衝衝》是一款由Camelot開發、任天堂發行在任天堂Switch的體育遊戲，于2021年6月25日全球同步发售，遊戲支援中文。
本作於2021年2月18日播出的「任天堂直面會」上首度發表。本作是睽違7年的瑪利歐高爾夫系列作品，上一款為2014年發行於任天堂3DS的《瑪利歐高爾夫 世界巡迴賽》。除按鍵操作外還可藉由Joy-Con進行體感操作，並可透過鄰近主機或網路通訊達到最多4人一同遊玩。

## 追加內容
| 更新                       | 新增角色 | 新增地區   |
| -------------------------- | -------- | ---------- |
| Ver2.0.0（2021年8月5日）   | 奇諾比珂 | 紐頓市     |
| Ver3.0.0（2021年9月23日）  | 慢慢龜   | 刮風雲雪原 |
| Ver3.0.0（2021年9月23日）  | 哈庫     | 加邦沙漠   |
| Ver4.0.0（2021年11月23日） | 花毛毛   | 短擊大師   |
| Ver4.0.0（2021年11月23日） | 嘿呵     | 特殊場地   |

## 外部連結
- 官方网站：繁體中文（台灣）、繁體中文（香港）、日本